# Atherigona nigriapicis
Atherigona nigriapicis är en tvåvingeart som beskrevs av Shinonaga och Thinh 2004. Atherigona nigriapicis ingår i släktet Atherigona och familjen husflugor.
Artens utbredningsområde är Vietnam. Inga underarter finns listade i Catalogue of Life.